# Puck (vệ tinh)
Puck (/pʌk/ PUKPUK) là một vệ tinh vòng trong của sao Thiên Vương. Nó được phát hiện vào tháng 12 năm 1985 bởi tàu vũ trụ Voyager 2. Cái tên Puck xuất phát từ quy ước đặt tên các vệ tinh của sao Thiên Vương theo các nhân vật trong các tác phẩm của đại thi hào Shakespeare. Quỹ đạo của vệ tinh Puck nằm giữa vành đai Sao Thiên Vương và vệ tinh lớn đầu tiên của sao Thiên Vương, vệ tinh Miranda. Vệ tinh Puck có hình dạng gần như là hình cầu và có đường kính khoảng 162 km. Nó có bề mặt tối và có rất nhiều hố va chạm, cho thấy những dấu hiệu quang phổ của băng.

## Phát hiện và đặt tên
Puck—vệ tinh bên trong lớn nhất của sao Thiên Vương—được phát hiện từ những bức ảnh được tàu vũ trụ Voyager 2 chụp vào ngày 30 tháng 12 năm 1985. Lúc đó nó tạm thời được đặt ký hiệu là S/1985 U 1.
Vệ tinh này sau đó được đặt tên theo nhân vật Puck trong vở kịch Giấc mộng Đêm hè của William Shakespeare, một chàng tiên nhỏ du hành khắp nơi trên thế giới vào buổi đêm cùng với các nàng tiên. Trong thần thoại Celtic và văn hóa dân gian của Anh, một Puck là một chàng tiên tinh nghịch, được các tín đồ Cơ đốc giáo coi là một con quỷ độc ác.
Nó cũng được đặt tên là Uranus XV (sao Thiên Vương XV).

## Đặc điểm vật lý
Puck là vệ tinh vòng trong nhỏ lớn nhất của sao Thiên Vương, nó có quỹ đạo quay bên trong quỹ đạo của vệ tinh Miranda. Kích thước của nó nằm giữa vệ tinh Portia (vệ tinh vòng trong lớn thứ hai) và Miranda (vệ tinh nhỏ nhất trong năm vệ tinh lớn của sao Thiên Vương). Quỹ đạo của vệ tinh Puck nằm giữa vành đai Sao Thiên Vương và vệ tinh Miranda. Các nhà khoa học không có nhiều thông tin về vệ tinh Puck ngoài quỹ đạo của nó, bán kính khoảng 81 km, và suất phản chiếu hình học trong ánh sáng xấp xỉ 0,11.
Trong số các vệ tinh được phát hiện bởi những bức ảnh do tàu thăm dò Voyager 2 chụp, chỉ có mỗi vệ tinh Puck được phát hiện đủ sớm để tàu thăm dò có thể được lập trình để chụp ảnh nó một cách chi tiết hơn. Các bức ảnh cho thấy vệ tinh Puck hơi có hình dạng của một hình phỏng cầu dài (tỉ lệ giữa các trục là 0,97 ± 0,04). Bề mặt của nó có rất nhiều hố va chạm và có màu xám. Có ba hố va chạm trên bề mặt vệ tinh Puck được đặt tên, hố lớn nhất có đường kính khoảng 45 km. Các quan sát bằng Kính viễn vọng không gian Hubble và các kính viễn vọng lớn trên mặt đất khác đã tìm thấy các đặc điểm hấp thụ băng trong quang phổ của vệ tinh Puck.
Không có thông tin gì về cấu trúc bên trong của vệ tinh Puck. Nó hẳn là được tạo nên bởi một hỗn hợp của băng với vật chất tối giống như những gì được tìm thấy ở các vành đai. Vật chất tối này hẳn là được tạo nên từ đá hoặc các hợp chất hữu cơ được xử lý bức xạ. Sự thiếu vắng các hố va chạm với các tia sáng ám chỉ rằng Puck không có gì khác biệt, tức là các thành phần băng và thành phần không có băng không bị tách biệt ra khỏi nhau thành nhân và lớp phủ.